# Halone
Halone là một chi bướm đêm thuộc phân họ Arctiinae, họ Erebidae.

## Các loài
- Halone coryphoea
- Halone sejuncta